# 아츠 푸리에
아츠 푸리에(에스토니아어: Ats Purje, 1985년 8월 3일~)는 에스토니아의 축구 선수이다.